# Новокостянтинівка (Маловисківський район)
Новокостянтинівка — колишній населений пункт в Кіровоградській області у складі Маловисківського району.

## Стислі відомості
В 1930-х роках — у складі Великовисківського району Одеської області.
В часі Голодомору 1932—1933 років нелюдською смертю померло не менше 7 людей.
1975 року на території села почало діяти Новокостянтинівське уранове родовище.